# Huset Hannover

Heraldisk vapensköld.

Huset Hannover (engelsk stavning Hanover) var en tysk kungadynasti som efterträdde huset Stuart som Storbritanniens monarker 1714. 
De styrde även över Hannover i Tyskland, deras ursprungliga ägor. De kallas ibland Huset Braunschweig, Hannovergrenen. Huset Hannover är en yngre gren av huset Welf, vilket i sin tur är en gren av huset Este.

## Historia
Georg, hertig av Braunschweig-Lüneburg anses vara den förste medlemmen av Huset Hannover. När hertigdömet Braunschweig-Lüneburg delades 1635 ärvde Georg furstendömena Calenberg och Göttingen, och 1636 flyttade han sitt residens till Hannover. Hans son, Ernst August, upphöjdes till kurfurste i det tysk-romerska riket 1692. Ernst Augusts maka, Sophia, utnämndes till arvtagare av den brittiska tronen genom den så kallade Act of Settlement 1701; deras son Georg I blev därigenom den förste brittiske monarken av huset Hannover.
Dynastin gav sex brittiska monarker:
Över Storbritannien samt Hannover:
- Georg I (r. 1714–1727)
- Georg II (r. 1727–1760)
- Georg III (r. 1760–1820)1
- Georg IV (r. 1820–1830)
- Wilhelm IV (r. 1830–1837)

Georg I, Georg II, och Georg III tjänade som kurfurstar och hertigar av Braunschweig-Lüneburg, och kallades informellt kurfurstar över Hannover. I början av 1814, då Hannover blev ett kungarike, blev den brittiske monarken även kung av Hannover. Eftersom Hannover, till skillnad från Storbritannien lydde under salisk lag ärvde Viktoria inte den tronen, utan den övertogs av hennes farbror Ernst August.
Över Storbritannien:
- Viktoria (r. 1837–1901).

Då Victoria avled ändrades det brittiska kungahusets namn till huset Sachsen-Coburg-Gotha, efter hennes make Albert av Sachsen-Coburg-Gotha; den nuvarande brittiska monarken är dock en direkt ättling till George I och den s.k. Act of Settlement kräver att monarken är en protestantisk ättling till Sophia, kurfurstinna av Hannover. På grund av de antityska stämningarna i första världskrigets spår ändrades kungahusets namn ånyo 1917 (se vidare huset Windsor).
Över Hannover:
- Ernst August I (r.1837-1851)
- Georg V (r.1851-1866)

Kungariket Hannovers statsvapen 1837.

Kungariket Hannover gick mot sitt slut 1866, efter att ha valt Österrikes sida i tyska enhetskriget och nederlagen i slaget vid Langensalza, då det annekterades av Preussen.
Överhuvud i exil 1866-1913
- Georg V (1866-1878)
- Ernst August, kronprins av Hannover (1878-1913)

År 1884 utslocknade den äldre grenen av Huset Welf. Huset Hannover, som var den enda överlevande grenen, ärvde Hertigdömet Braunschweig, men kunde inte styra det förrän 1913, då kejsar Vilhelm II tillät Ernst August, hertig av Braunschweig att tillträda och gifta sig med hans dotter. Ernst August styrde i fem år som regerande hertig tills monarkin avskaffades i  Novemberrevolutionen 1918. 
Överhuvud efter 1918
- Ernst August, kronprins av Hannover (1918-1923)
- Ernst August, hertig av Braunschweig (1923-1953)
- Ernst August av Hannover (1953-1987)
- Ernst August av Hannover (1987-)